# 雅子妃：菊花王朝的囚徒
《雅子妃：菊花王朝的囚徒》（英語：Princess Masako: Prisoner of the Chrysanthemum Throne）是澳大利亚调查记者班·希尔斯于2006年撰写的一本关于时任日本皇室皇太子妃雅子的传记。此书颇具争议，书籍在宣传时称书中披露了“日本太子妃真实的悲剧故事”，而日本政府及宫内厅则批评此书的描述多有不准确之处，作者希尔斯也声称收到多条死亡威胁。 此书的英文版于2007年9月在日本发行。
该书的日文版原计划由日本最大的出版社讲谈社出版。但讲谈社因宫内厅指书中的部分内容存在“大量的事实错误”要求对这些内容进行修改，而作者希尔斯拒绝了这一要求，因而讲谈社最后取消出版此书。之后一家小型出版公司第三书馆于2007年8月出版了此书的日文版，与此书一同出版的还有日本记者野田峯雄为揭露权势集团阻扰希尔斯的书在日本出版的过程而撰写的书籍《〈雅子妃〉的真相——被审查的内容》。

## 内容
作者班·希尔斯声明此书是历经一年多在日本、澳大利亚、美国和英国等多地的研究并探访皇太子德仁和皇太子妃雅子的朋友、老师和同事后编撰而成的。
书中声称的内容包括：雅子因其论文的主题充满争议性而放弃了在牛津大学的学习；宫内厅从一开始便反对雅子与德仁的婚事，之后对雅子进行霸凌，导致了她精神崩溃；雅子是通过体外受精才诞下的爱子公主；雅子罹患重度抑郁症。

## 反响
日本外务省于2007年2月13日召开新闻发布会， 谴责这本书“侮辱日本人民和日本皇室”，并称此书用语粗鄙、扑风捉影，带有大量主观臆断的内容。日本驻美国和澳大利亚的大使也召开了类似的新闻发布会。
日本包括《朝日新闻》、《每日新闻》、《读卖新闻》、《日本经济新闻》在内的主流媒体都拒绝刊登这本书的广告。

## 日文版出版经过
讲谈社原计划于2006年出版此书的日文翻译版，而这个版本包含了149处改动。据作者称，有关靖国神社、山口组、明仁天皇夫妻和德仁夫妻间的紧张关系等内容都遭到了删减。同时按照宫内厅的要求，书中的“抑郁”一词更改为“适应障碍”。
本书的作者班·希尔斯在了解日文译版被迫删减了内容后，决定在书的序言内加一条免责声明，然而讲谈社决定取消《雅子妃：菊花王朝的囚徒》日文版的发行。